# (2104) Toronto
(2104) Toronto es un asteroide perteneciente al cinturón de asteroides, descubierto el 15 de agosto de 1963 por Karl Walter Kamper desde el Observatorio Karl Schwarzschild, en Tautenburg, Alemania.

## Designación y nombre
Designado provisionalmente como 1963 PD. Fue nombrado Toronto en homenaje al 150.º aniversario de la creación de la Universidad de Toronto.